# Военен мавзолей-костница (София)
Военният мавзолей-костница представлява мемориален комплекс, който се състои от мавзолей, църква и парк-градина и се намира на ул. „Каменоделска“ № 11 в гр. София.